# Yoko Tawada

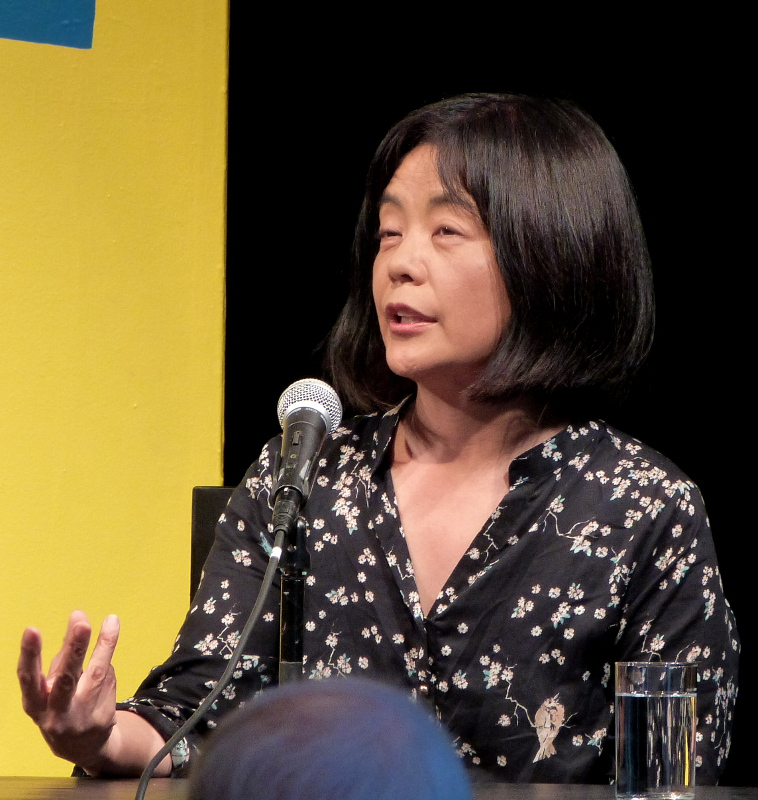
Yōko Tawada

Yōko Tawada (多和田葉子 Tawada Yōko, n. 23 martie 1960) este o scriitoare japoneză care locuiește în prezent în Berlin, Germania. Scrie atât în limba japoneză cât și în germană.
Tawada s-a născut la Tokyo și a absolvit Universitatea din Tokyo în 1982 cu o diplomă de licență în literatura rusă, pentru a studia mai apoi la Universitatea din Hamburg, unde a obținut titlul de master în literatură germană contemporană. Tawada mai deține și titlul de doctor în literatură germană, obținut la Universitatea din Zurich. Volumul de debut, publicat în 1987, este o antologie bilingvă (germană și japoneză) de poezie și proză intitulată, Nur da wo du bist da ist nichts/Anata no iru tokoro dake nanimo nai (Numai acolo unde ești tu nu e nimic).
În 1991, Tawada a primit în Japonia Premiul literar Gunzō pentru scriitori debutanți, care i-a fost acordat pentru povestirea Kakato wo nakushite (Cu călcâie scăpărânde), pentru ca în 1993 să i se confere cel mai prestigios premiul literar al Japoniei, Premiul Akutagawa, pentru romanul Inumukoiri (Mirele cățel). În 1999, Tawada a fost timp de patru luni scriitor-în-rezidență la Massachusetts Institute of Technology, pentru ca volumul ei de povestiri Yōgisha no yakō ressha (Suspectul din trenul de noapte), apărut în 2002, să primească atât Premiul Literar Tanizaki Jun'ichirō, cât și Premiul Literar Itō Sei, în 2003.
În Germania, lui Tawada i s-a conferit în 1996 Premiul Adelbert von Chamisso, care este acordat scriitorilor străini pentru importante contribuții la dezvoltarea culturii germane, iar în 2005 i s-a acordat Medalia Goethe.